# Medoria phasiaeformis
Medoria phasiaeformis là một loài ruồi trong họ Tachinidae.